# Bouri (Cameroun)
Pour les articles homonymes, voir Bouri.
Bouri (ou Bojri) est un village du Cameroun situé dans le département du Mayo-Rey et la région du Nord. Sur le plan administratif, il fait partie de la commune de Tcholliré et, sur le plan coutumier, du lamidat de Rey-Bouba.

## Population
Lors du recensement de 2005, la localité comptait 2 417 habitants.